# Рославльский кремль
Рославльский кремль — древнее укрепление Рославля, возникшее на Бурцевой горе в 1137 году при основании города смоленским князем Ростиславом Мстиславичем. Крепость была создана как один из опорных пунктов княжеской власти на землях радимичей. Городище расположено на мысу правого берега реки Становки. С нескольких сторон его защищали глубокие овраги. В кремле находилась княжеская администрация, жили дружинники, стоял каменный храм. Ещё одна каменная церковь возвышалась на посаде, примыкавшем к кремлю (детинцу). Деревянный кремль не дошёл до наших дней, от крепости частично сохранились лишь валы.

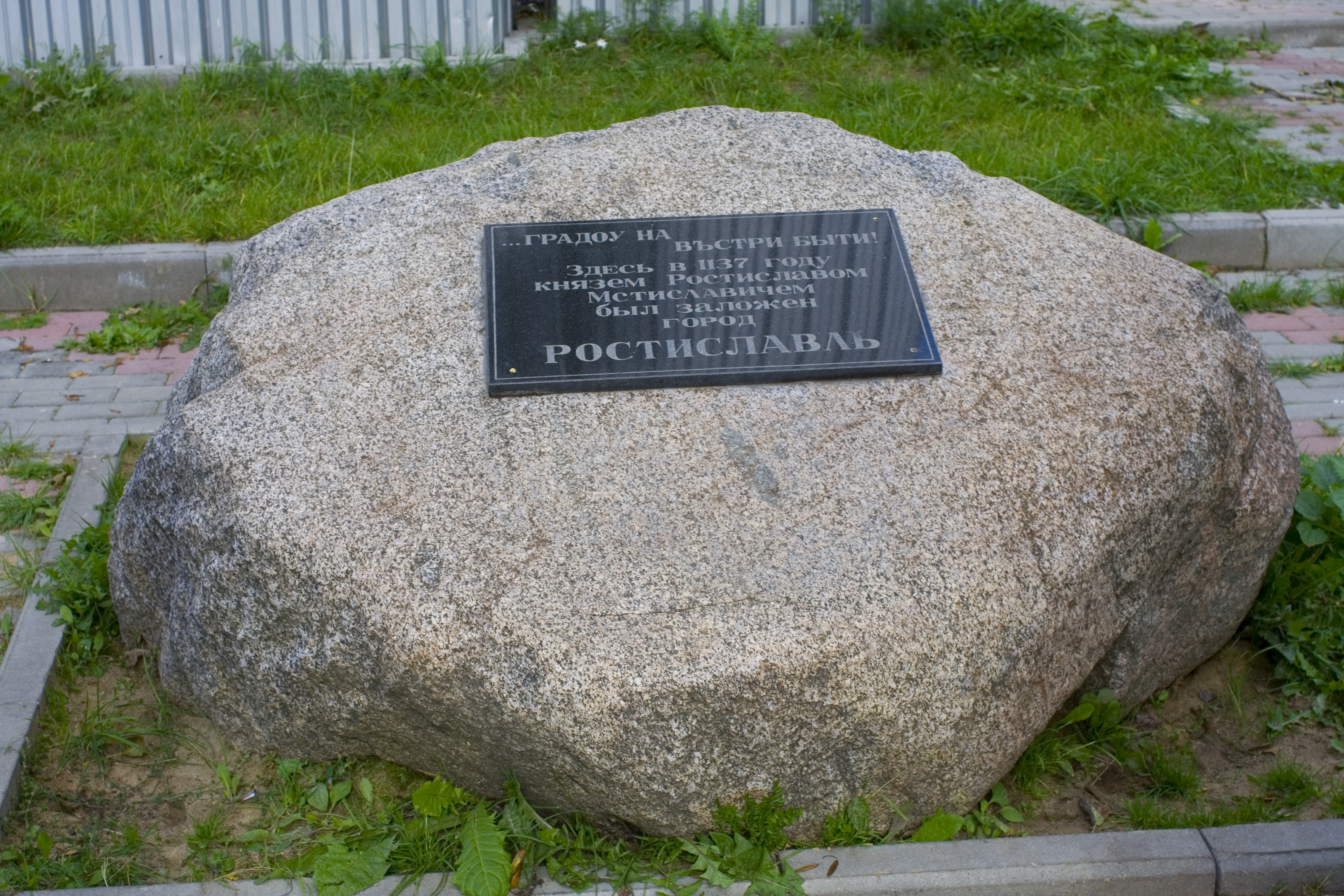
Памятный камень на Бурцевой горе

В течение веков Рославльский кремль пережил множество нападений и осад, разрушений и восстановлений. В 1515 году его взял во главе 3-тысячного отряда русский воевода Андрей Сабуров. В составе Русского государства крепость была основательно перестроена и усилена пушками. Во время русско-литовской войны 1561—1570 (части Ливонской войны) на крепость напал литовский отряд. Хотя он смог победить гарнизон и горожан в полевом сражении, взять Рославльский кремль он так и не смог.
Одной из ярких страниц в истории Рославльского кремля стала успешная оборона от крупного литовского войска во время осады Рославля в январе 1664 года. В эту эпоху крепость Рославля имела окружность почти 500 м, высоту стен от 4 до 6 м и был укреплён шестнадцатью башнями, одна из которой, расположенная на северной стороне, была проездной. Тайницкая башня защищала доступ к воде — «тайник». Он представлял собой подземный туннель, выводивший из крепости к реке, колодцу или иному источнику. Накануне осады Рославльский кремль был перестроен и укреплён под руководством воеводы Афанасия Тютчева в 1660 году, который оставил подробное описание крепости.